# Carlo Banfi
Carlo Banfi (fl. XX secolo) è stato un calciatore italiano, di ruolo centrocampista.

## Carriera
Giocò per due stagioni in Prima Divisione con la SPAL.